# Zino Zini
Zino Zini (Florencia, 15 de diciembre de 1868 - Pollone, 11 de agosto de 1937) fue un filósofo, historiador y escritor italiano del final del siglo XIX y comienzos del siglo XX.

## Biografía
Zini nació el 15 de diciembre de 1868, hijo de Gaetano Zini, modenés, y de Penelope Angeloni, de Perugia. Era sobrino de Luigi Zini, senador, historiador, escritor y político de ideas liberales. Debido al trabajo de su padre, que era subprefecto, Zini pasó parte de su niñez y adolescencia en diferentes localidades italianas. La familia se instaló definitivamente en Turín en otoño de 1885, y allí asistió a la Universidad, donde se licenció en Derecho en 1891, en Letras en 1893 y en Filosofía en 1898. Alumno de Arturo Graf, fue amigo de Gustavo Balsamo Crivelli, Gioele Solari, Annibale Pastore, y participó en las discusiones del grupo sobre darwinismo, marxismo y antropología.
Fue alumno también del filósofo Giuseppe Carle y del economista Salvatore Cognetti de Martiis. Pero sobre todo es atraído por los cursos de Cesare Lombroso, que Zini considera como un hombre original, aunque poco dado al rigor científico.

## Trayectoria
Fue profesor de filosofía en el liceo Cavour desde 1903 hasta en 1935. En esos años tuvo un alumno excepcional, Antonio Gramsci. De 1906 a 1919 fue concejal socialista de Turín, pero le interesaba poco la actividad del partido. Colaboró en diferentes periódicos : Gazzetta del Popolo, La Stampa, Avanti! o L'Ordine Nuovo.
Sus ideas filosóficas y políticas son explicitadas en su diario, que mantuvo desde 1894 hasta su muerte, el 11 de julio de 1937 en Pollone.

## Obras
- Proprietà individuale o proprietà collettiva? (1898);
- Il pentimento e la morale ascetica (1902), condenado por la Santa Sede e incluido en el Índice de Libros Prohibidos de la Iglesia católica (decreto de la Sagrada Congregación del Índice de 19 de agosto de 1902);[3]
- Giustizia. Storia d'una idea (1907);
- La morale al bivio (1914);
- La doppia maschera dell'universo. Filosofia del tempo e dello spazio (1914);
- Il congresso dei morti (1921).